# Landstein (Wüstung)

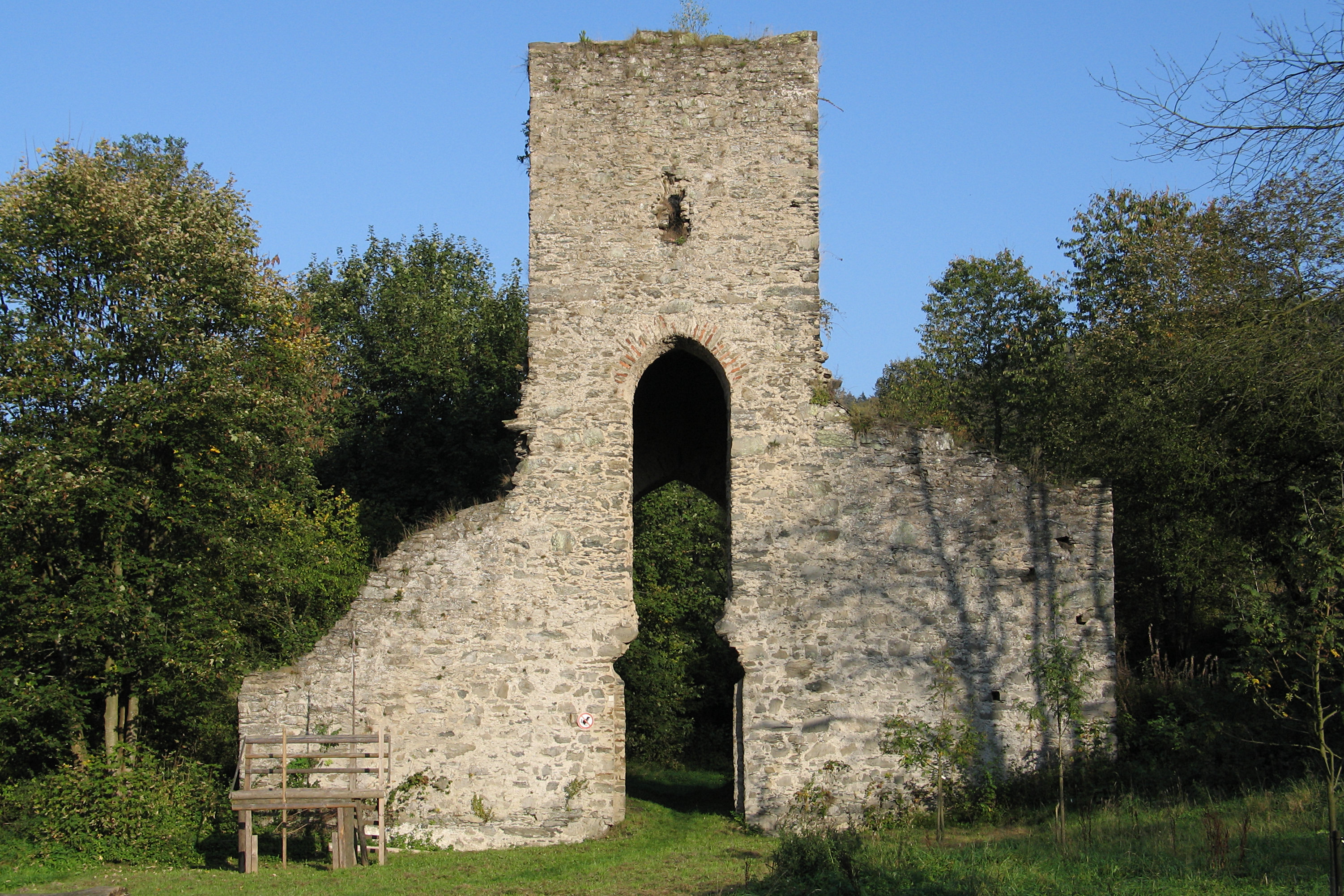
Kirchturmruine Landstein

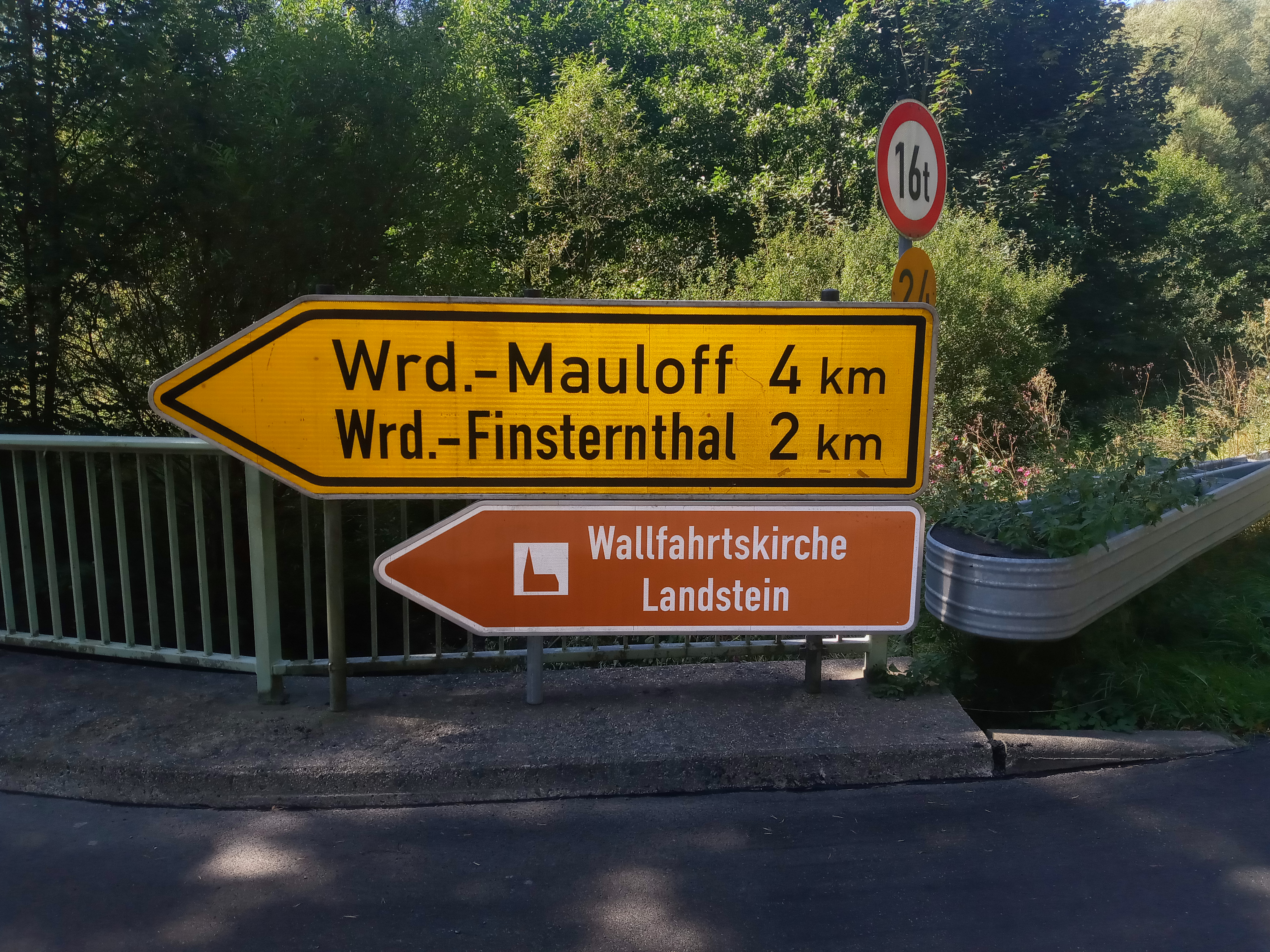
Hinweisschild Wallfahrtskirche Landstein

Landstein ist eine Wüstung und Weiler auf dem Gebiet des heutigen Weilroder Ortsteils Altweilnau im Hochtaunuskreis in Hessen.

## Wüstung und Kirche
An der Einmündung des Niedgesbaches in die Weil gelegen, entwickelte sich eine kleine Ortschaft, die um 1350 erstmals und 1480 ein weiteres Mal urkundlich erwähnt wurde. Die dazugehörige Kirche sowie eine ebenfalls dazugehörige Kapelle in Seelenberg wurden 1272 in einer Schenkungsurkunde erwähnt, welche die Schenkung der Kirche durch Gottfried von Eppstein an das Kloster Retters dokumentiert. Um 1515 entwickelte sich der Ort zum lokalen Wallfahrtsort. Bereits 1535, mit der Übernahme des königsteinischen Anteils an Altweilnau durch Kurtrier, wurde die Pfarrei aufgehoben (Finsternthal und Treisberg pfarrten danach nach Altweilnau), und für 1556 ist eine Teilwüstung belegt. Es gibt nur wenige Quellen, die die Kirche erwähnen. Die Herren von Eppstein stifteten eine ewige Messe in der Kirche, eine Gräfin zu Nassau wird als Wallfahrerin genannt. 1517 ist der Erwerb von zwei Glocken dokumentiert, aus dem Jahr 1519 ist ein Inventar des Kirchenschatzes erhalten, der das Bild einer relativ reichen Ausstattung zeigt. Danach verfügte die Kirche über vier Altäre, umfangreiche Bestände an Paramenten und vor allem über ein wundertätiges Marienbild und drei römische Ablassbriefe.
Die Kirche bestand aus einem schlichten gotischen Schieferbau mit schmalen Seitenschiffen. Auf der Westseite befand sich ein Turm mit rechteckigem Grundriss. Die ehemalige Liebfrauen-Wallfahrtskirche verfiel im Laufe des 16. Jahrhunderts und wurde nicht wieder aufgebaut. Teile des Materials wurden 1650 zum Bau der  Laurentiuskirche in Usingen verwendet. Erhalten ist die Ruine des Westturms mit zwei seitlichen zweigeschossigen Nebenräumen. Ausgrabungen, die 2019 an der Ruine vorgenommen wurden, legten Reste zweier kleinerer Vorgängerkirchen frei. Die ältere davon, eine kleine Kapelle, kann vermutlich auf das Jahr 1350 datiert werden.

## Landsteiner Mühle

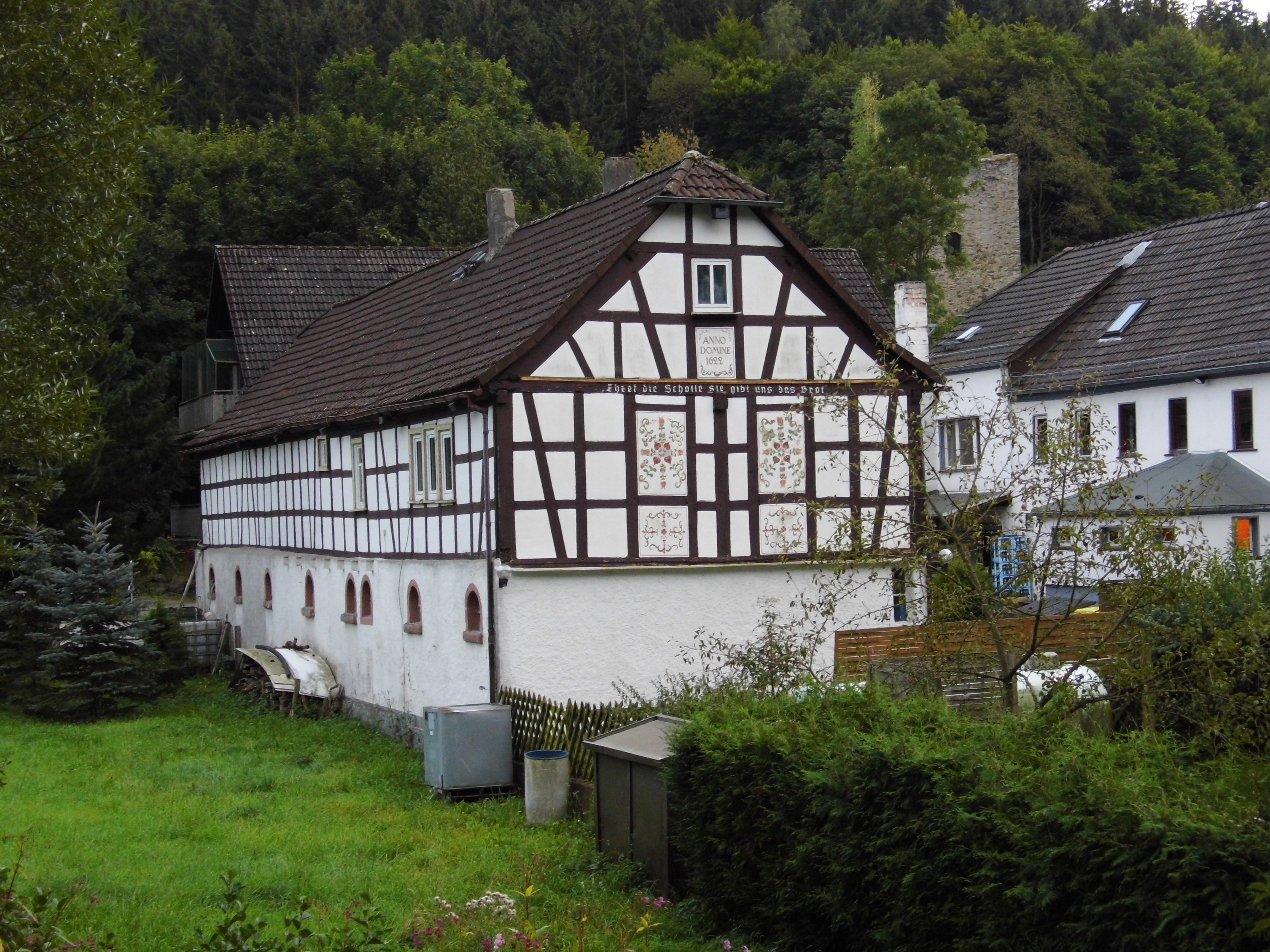
Landsteiner Mühle

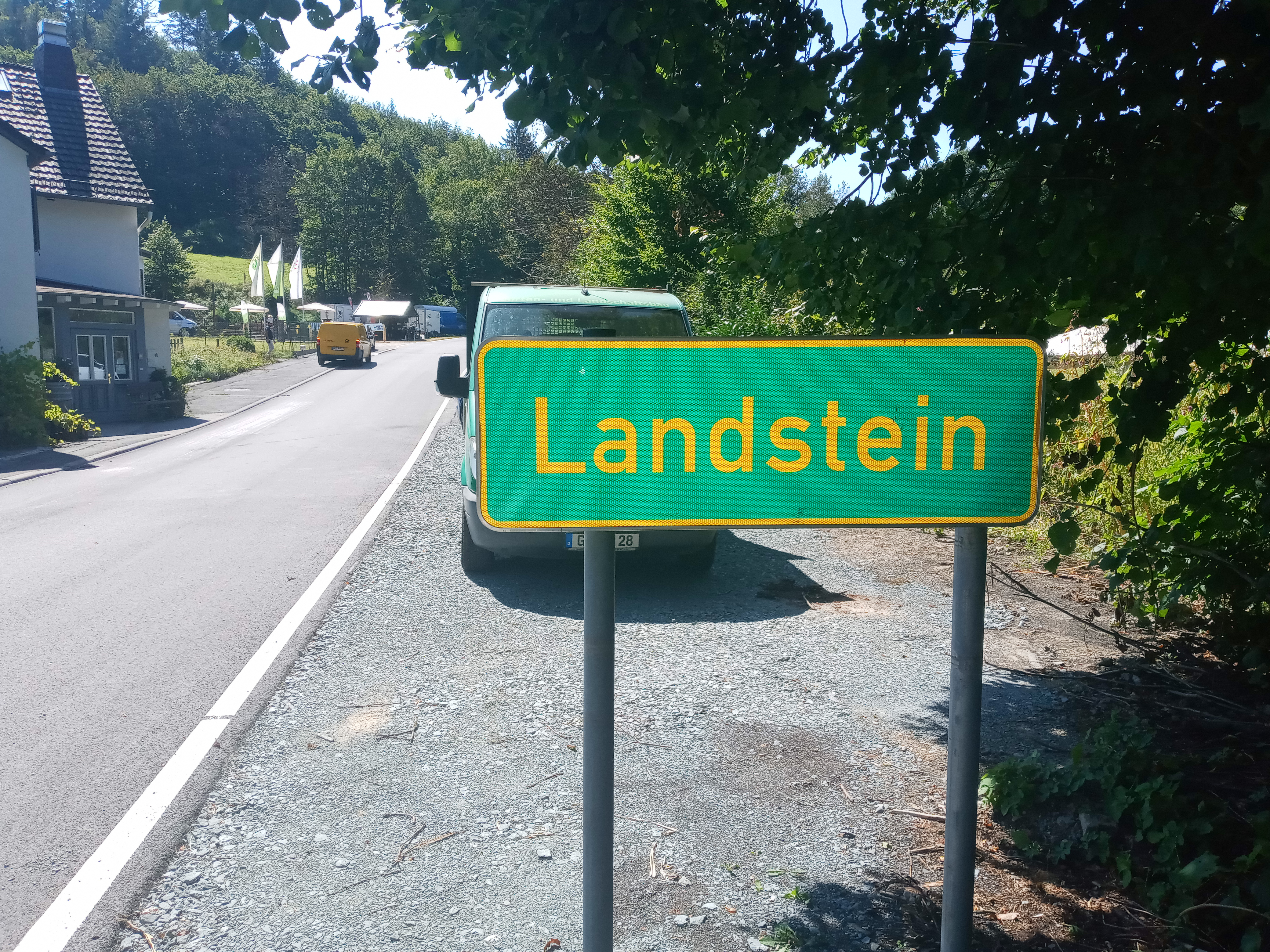
Weilerschild Landstein

Heute steht die Kirchturmruine neben der Landsteiner Mühle. Die Wasserversorgung der Landsteiner Mühle wurde früher durch den künstlich angelegten Meerpfuhl gesichert. Dieser war zwischen Mühle und Kirche. Die Landsteiner Mühle steht unter Denkmalschutz. Sie wurde 1480 erstmals urkundlich erwähnt. Die Mühle war damals landwirtschaftlicher Betrieb und Getreidemühle. 1506 wurde der Müller gleichzeitig als Bäcker genannt. Mit der Zerstörung der Kirche und des Ortes Landstein wurde auch die Mühle verlassen.
1675 erfolgte der Wiederaufbau der Mühle. Die Größe entsprach der untergegangenen: Es wurden zwei Mahlgänge für Getreide, eine Schneidmühle, eine Ölmühle und ein Hammerwerk gebaut. Das Hammerwerk wurde 1803 abgerissen. Der Mühlenbetrieb endete erst nach dem Zweiten Weltkrieg. Fast 250 Jahre lang betrieb die Familie Busch das Anwesen. Das Wohnhaus in Fachwerkbauweise stammt aus den 1690er Jahren. Gemeinsam mit den Nebengebäuden bildet es einen Dreiseithof.

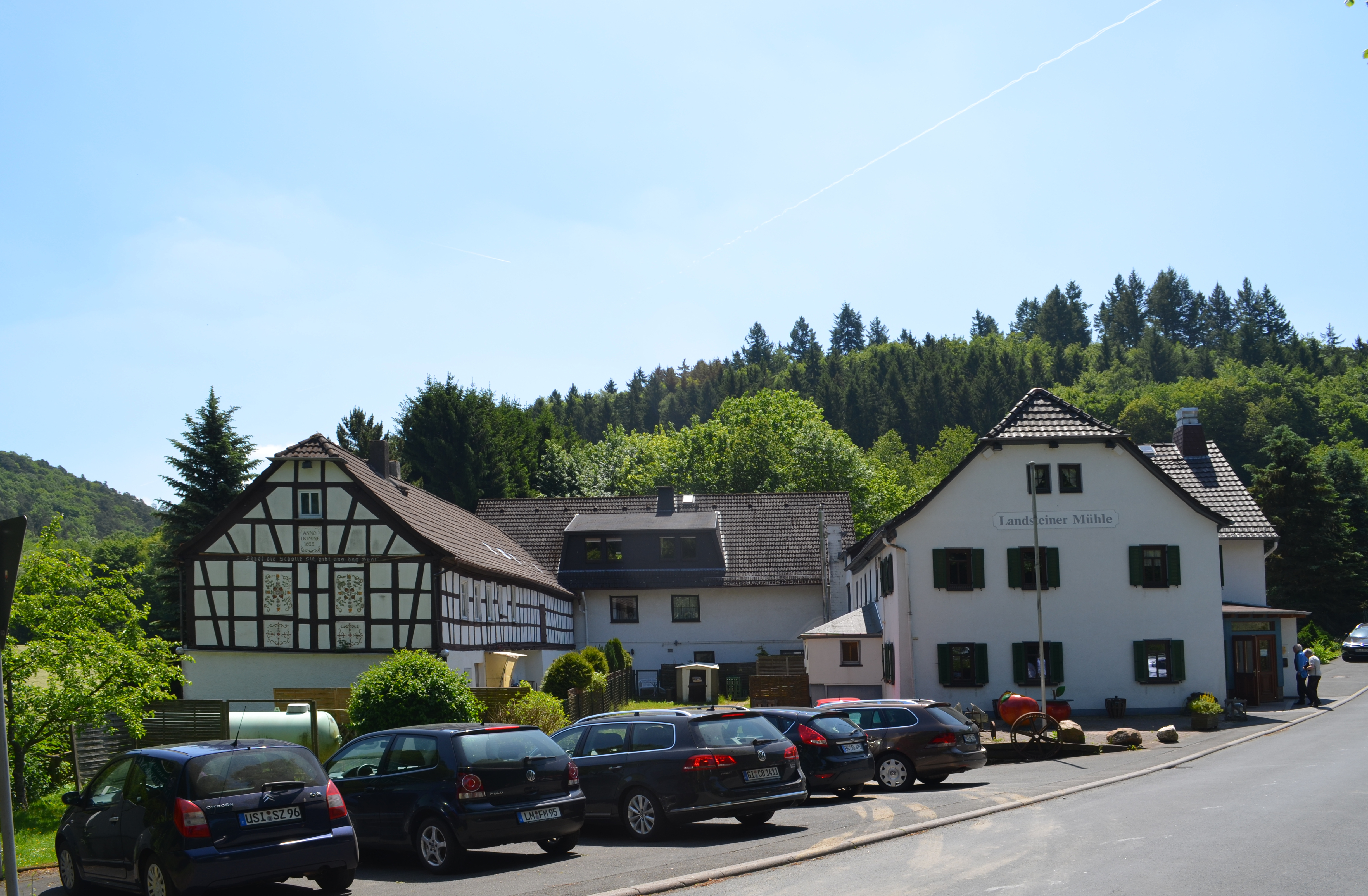
Landsteiner Mühle
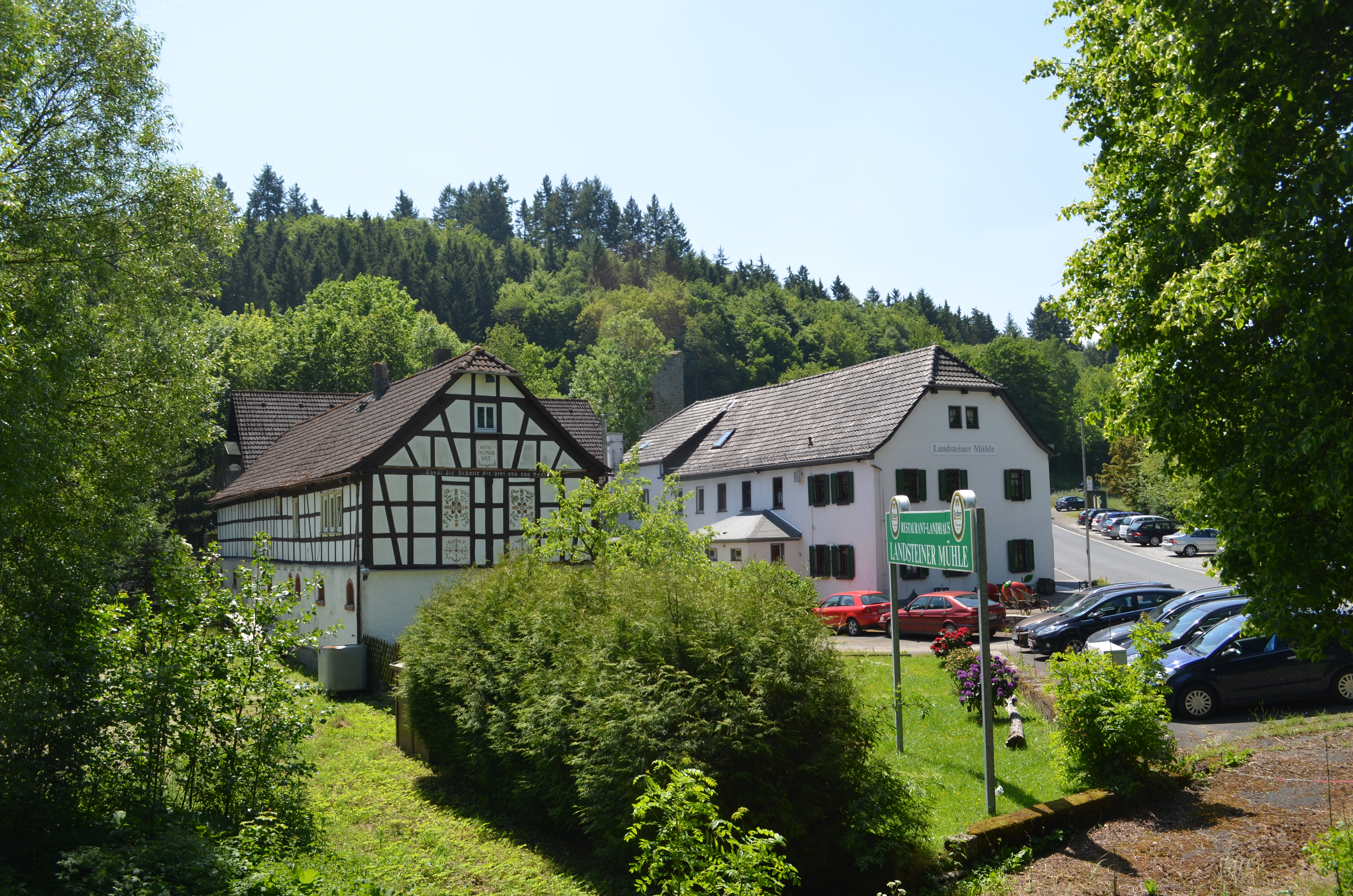
Landsteiner Mühle

Ab 1959 wurde das Hauptgebäude des Mühlenbetriebes durch die Familie Busch als Cafe und später zum Restaurant ausgebaut. Familie Stöckl betrieb das Restaurant (zeitweise als Familienbetrieb für gehobene Gastronomie mit dem Schwerpunkt Apfelwein) von 1986 bis zum 31. März 2017. Das Anwesen wird (Stand 2022) seit 2018 unter dem Namen „Peter Hess-Institut Landsteiner Mühle“ als Seminarhaus für Klangschalentherapie genutzt.